# Див султан Румлу
Див султан Румлу (азерб. Div sultan Rumlu; 1527, Тебриз, Тебризское бейлербейство, Сефевидская империя) — военный и политический деятель Сефевидской империи, эмир и бейлербей Чухур-Саада, вождь кызылбашского племени румлу, лала Тахмасиба I.

## Биография
Див султан Румлу, был влиятельным вождём кызылбашского племени румлу и ключевым военным командиром, чья выдающаяся военная карьера началась с возвышением шаха Исмаила I к власти. Его карьера в качестве военного командира и провинциального губернатора начинается в 1513 году, когда шах Исмаил послал его захватить Балх и взять под контроль его управление. Однако к концу 1515 года голод в Герате и частые нападения Шейбанидов на провинцию Хорасан вынудили Див султана оставить свой пост губернатора в Балхе и вернуться в Тебриз искать помощи у шаха Исмаила.
Он оставался при дворе до следующего, 1516 года, когда шах Исмаил послал Див султана вместе с несколькими другими эмирами начать священную войну против Грузии. Он захватил много крепостей и городов и вынудил нескольких грузинских правителей — князя Кваркваре, царя Давида X и Левана Кахетинского признать власть Сефевидов. По возвращении в зимний лагерь в Нахичеване шах Исмаил наградил Див Султана за его успехи в Грузии безграничным вниманием и трофеями. Это ознаменовало начало роли Див Султана как главного исполнителя внешней политики шаха Исмаила в Грузии. Позднее в 1516 году Див султан вернулся в Грузию для подавления князя Манучара, восставшего против Кваркваре, вассала шаха Исмаила. Див султан разбил Манучара и восстановил власть Кваркваре. Борьба против Манучара продолжилась в следующем, 1517 году, когда Див султан сошёлся с объединённым войском Манучара и его османских союзников. Див султан вновь возвратился в Грузию в 1518 году для поддержки Кваркваре.
До битвы при Чалдыране шах Исмаил лично водил войска в подобные походы на Грузию. Однако, после неё шах Исмаил полностью отстранился от военной активности против внешних и внутренних врагов и поручил подобные дела своим ведущим полководцам. По этой причине Див султан продолжал играть главную роль в воплощении сефевидской внешней политики в Грузии почти вплоть до смерти Исмаила. Это придало ему крайне влиятельное и престижное положение в качестве командующего крупной частью кызылбашской армии. Он использовал эту власть и влияние над соперничавшими оймаками до разрушительных последствий. Див султан начал действовать самостоятельно от шаха Исмаила и также от главнокомандующего кызылбашскими войсками Чаян султана Устаджлы.
В 1520 году, в ходе ещё одной военной кампании по защите Шеки от Левана Кахетинского, атаковавшего эту область, Див султан лично приказал казнить Чиркин Хасана Текели, отца Гази-хана Текели. Чиркин Хасан был одним из самых важных эмиров шаха Исмаила, и его казнь по обвинению в непристойном поведении и неспособности управлять армией была дерзким поступком со стороны Див султана. Див султан явно превысил свои полномочия, и в этом деле повёл себя без обращения к вышестоящей власти — шаху Исмаилу. Действия Див султана в Грузии и его решение казнить влиятельного эмира говорят о том, что он уже начал принимать главные шахские прерогативы: ведение священной войны и претворение правосудия.
Политические обстоятельства также помогли Див султану добиться большей политической власти. В 1522 году был убит влиятельный вице-регент (вякиль) шаха Исмаила Мирза Шах Хусейн, и его место унаследовал его младший министр и близкий друг Джалаледдин Мухаммед Тебризи. В том же году также скончался по естественным причинам Чаян султан Устаджлы, главнокомандующий кызылбашскими войсками (эмир аль-умара), и ему унаследовал его сын Баязид. Ни вякиль Джалаледдин Мухаммед Тебризи, ни эмир аль-умара Баязид султан не обладали большой властью и влиянием в течение их короткого пребывания на должности. Весной 1523 года за считанные дни до смерти шаха Исмаила Баязид султан также скончался в летнем лагере при Сарабе. Поскольку шах Исмаил находился на смертном одре и его влиятельный вице-регент Мирза Шах Хусейн также уже был мёртв, Див султан начал действия по заполнению политического вакуума, созданного их отсутствием.

Его первым шагом стало овладение должностью главнокомандующего армией. Это посеяло первые зерна неприязни и соперничества, которые появятся между Див султаном и Кёпек султаном Устаджлы и которые выльются в две гражданские войны. Кёпек султан был братом Чаян султана, и после смерти своего племянника, главнокомандующего армией Баязид султана он желал, следуя племенной традиции, захватить эту должность. В последний день своей жизни шах Исмаил I дал указание Див султану Румлу, чтобы трон унаследовал именно Тахмасиб. Находясь на смертном одре, шах назначил Див Султана его опекуном и советником, сказав при этом Див Султану следующее:  
«Я назначаю тебя опекуном моего сына Шаха Тахмасиба. Ты должен быть его опекуном на протяжении полных семи лет, и по той причине, что ты будешь обладать этой властью, все начальники и эмиры, суфии и кызылбаши должны повиноваться твоим приказам при условии, что ты будешь добр по отношению к кызылбашам и не будешь раздражать их. После того, как достойная жизнь моего сына достигнет 18 лет, более не вмешивайся в его дела и оставь ему управление страной по его собственной воле и личному суждению».
Борьба за власть между Див султаном Румлу и Кёпек султаном Устаджлы продолжилась после кончины шаха Исмаила 31 мая 1524 года. Начиная с восшествия на престол шаха Тахмасиба 1 июня, Див султан становится главнокомандующем кызылбашскими войсками (эмир аль-умара) и вице-регентом (вякиль), сосредотачивая в руках власть и над бюрократией, и над армией. Див султан овладел самой влиятельной должностью в государстве, вице-регентством, после того как он добился казни в Тебризе, путем сожжения, Джалаледдина Мухаммеда Тебризи, унаследовавшего этот пост от Мирзы Шах Хусейна. Но Див султану пришлось делиться властью с Кёпек султаном как с совице-регентом. Это было нелегким партнерством, конец которому был положен в двух гражданских войнах. Первая гражданская война случилась весной 1526 года в Султании. Устаджлы были разбиты и вынуждены отступить в Гилян, где они оставались до следующего года. Вторая битва произошла весной 1527 года в Шаруре на пути к Тебризу. Кёпек султан был убит в этой битве, и его племя направилось в изгнание в Гилян, где они оставались до 1529 года, когда шах Тахмасиб вызвал из обратно ко двору. После этого Див султан провозгласил своим совице-регентом своего главного союзника в борьбе с устаджлы, Чуха султана Текели.
Див султан не обладал большим племенным войском под своим командованием. К 1520 годам большинство из племени румлу вело оседлый образ жизни в деревнях и городах, и в отличие от вожаков других оймаков, служивших в качестве губернаторов в провинциальных администрациях и командовавших своими собственными воинскими контингентами, старейшины румлу действовали в качестве халифов или старших священников городских суфийских орденов. Поэтому, в этот период было мало эмиров из румлу, действующих в качестве провинциальных губернаторов. По этой причине Див султан хотел привести племенное войско текели под собственный контроль путём политического альянса с Чуха султаном.
После битвы в Шаруре в среду, 5 июля 1527 года, Див султан Румлу был убит. Фазли Исфахани заявляет, что убить Див султана приказал шах Тахмасиб, согласно Хасан-беку Румлу его убийство было организовано Чуха султаном и что он перевел его войска под командование одного из своих офицеров, Сулейман-бека Румлу. С устранением и Кёпек султана Устаджлы, и Див султана Румлу, Чуха султан стал вице-регентом и начался период господства текели.